# Grigori Abramowitsch Krein
Grigori Abramowitsch Krein (russisch Григорий Абрамович Крейн; * 6.jul. / 18. März 1879greg. in Nischni Nowgorod; † 6. Januar 1955 in Komarowo) war ein russischer Komponist.
Krein studierte in Moskau bei Jan Hřímalý, Paul Juon und Reinhold Glière und von 1905 bis 1908 bei Max Reger in Leipzig. Seit 1913 gehörte er, wie sein Bruder Alexander, der Moskauer Abteilung der Gesellschaft für jüdische Volksmusik an. Er wirkte als Violin- und Theorielehrer in Moskau. Von 1926 bis 1934 lebte er mit seinem Sohn Julian in Wien, Paris und Berlin, danach wieder in Moskau sowie von 1941 bis 1943 in Taschkent. 
Krein komponierte eine Sinfonie, ein Violinkonzert, eine Hebräische Rhapsodie, das sinfonische Poem Saul und David, eine Konzertfantasie für Violine und Orchester, Drei sinfonische Episoden, Vier Lieder ohne Worte und ein Streichquartett.